# ATP World of Doubles 1980
L'ATP World of Doubles 1980 è stato un torneo di tennis giocato sul cemento. È stata la 5ª edizione dell'ATP World of Doubles, che fa parte del Volvo Grand Prix 1980. Si sono giocati a Sawgrass negli Stati Uniti, dall'8 al 14 settembre 1980.

## Campioni

### Doppio
Brian Gottfried /  Raúl Ramírez hanno battuto in finale  Robert Lutz /  Stan Smith con il punteggio di 7–6, 6–4, 2–6, 7–6